# Freestyle ai III Giochi olimpici giovanili invernali
Le gare di freestyle dei III Giochi olimpici giovanili invernali si sono svolte a Leysin e Villars-sur-Ollon, in Svizzera, dal 18 al 22 gennaio 2020. Si sono svolti 8 eventi. Come nella precedente edizione, alcuni atleti di freestyle hanno partecipato anche alla gara di Ski-snowboard cross a squadre, inclusa nel programma dello snowboard.

## Podi

### Ragazzi
| Evento     | Oro            | Punteggio     | Argento       | Punteggio    | Bronzo           | Punteggio        |
| Slopestyle | Kiernan Fagan  | 90,66 pt.     | Melvin Morén  | 89,33 pt.    | Hunter Henderson | 88,66 pt.        |
| Halfpipe   | Andrew Longino | 94,00 pt.     | Hunter Carey  | 86,00 pt.    | Luca Harrington  | 80,66 pt.        |
| Big air    | Matěj Švancer  | 186,00 pt.    | Kiernan Fagan | 183,00 pt.   | Orest Kovalenko  | 179,50 pt.       |
| Ski cross  | Erik Wahlberg  | Erik Wahlberg | Artem Bazhin  | Artem Bazhin | Andrei Gorbachev | Andrei Gorbachev |

### Ragazze
| Evento     | Oro                   | Tempo                 | Argento         | Tempo           | Bronzo                | Tempo                |
| Slopestyle | Kelly Sildaru         | 93,75 pt.             | Gu Ailing       | 93,25 pt.       | Jennie-Lee Burmansson | 90,00 pt.            |
| Halfpipe   | Gu Ailing             | 93,00 pt.             | Li Fanghui      | 85,66 pt.       | Hanna Faulhaber       | 77,33 pt.            |
| Big air    | Gu Ailing             | 171,25 pt.            | Kirsty Muir     | 170,00 pt.      | Jennie-Lee Burmansson | 151,75 pt.           |
| Ski cross  | Marie Karoline Krista | Marie Karoline Krista | Diana Cholenská | Diana Cholenská | Vladislava Baliukina  | Vladislava Baliukina |